# Kidwelly Castle
Kidwelly Castle (walisisk: Castell Cydweli) er ruinerne af en normannisk borg, der ligger med udsigt over floden Gwendraeth og byen Kidwelly, Carmarthenshire i det sydvestlige Wales. Navnet kan spores tilbage til, da det blev stavet som Cygweli, der betyder "svane". De bevarede reste fra borgen blev opført i et koncetrisk design i starten af 1100-tallet.